# Fifth Third Center (Charlotte)
Le Fifth Third Center est un gratte-ciel de bureaux de 136 mètres de hauteur et de 30 étages, construit à Charlotte en Caroline du Nord en 1997.
L'immeuble a été conçu par l'agence d'architecture Smallwood Reynolds Stewart